# Drepanoctonus auritus
Drepanoctonus auritus là một loài tò vò trong họ Ichneumonidae.